# 빔비사라
빔비사라(산스크리트어: बिम्भिसार, 기원전 558년 ~ 기원전 481년  또는 기원전 5세기 후반) 또는 슈레니카(Śreṇika), 세니야(Seṇiya)는 마가다 하리얀카 왕조의 왕(기원전 543년 ~ 기원전 492년 또는 기원전 400년)이다. 그는 밧티야의 아들이었다. 그의 왕국 확장, 특히 동쪽의 앙가 왕국을 합병한 것은 이후 마우리아 제국 확장의 토대를 마련한 것으로 여겨진다.
자이나교 전통에 따르면 그는 미래 우주 시대의 24대 티르탕카라 중 초대 티르탕카라(파드마나바 / 마하파드마)라고 한다. 그는 자신의 질문에 대한 답을 찾기 위해 마하비라의 사마바사라나를 자주 방문했다.
불교 전통에 따르면 그는 또한 그의 문화적 업적으로도 알려져 있으며 석가모니의 훌륭한 친구이자 후원자였다. 7세기 중국 승려 현장에 따르면 빔비사라는 라자그리하라는 도시를 건설했다. 그는 그의 아들 아자타샤트루에 의해 유폐되어 옥사했다.

## 생애

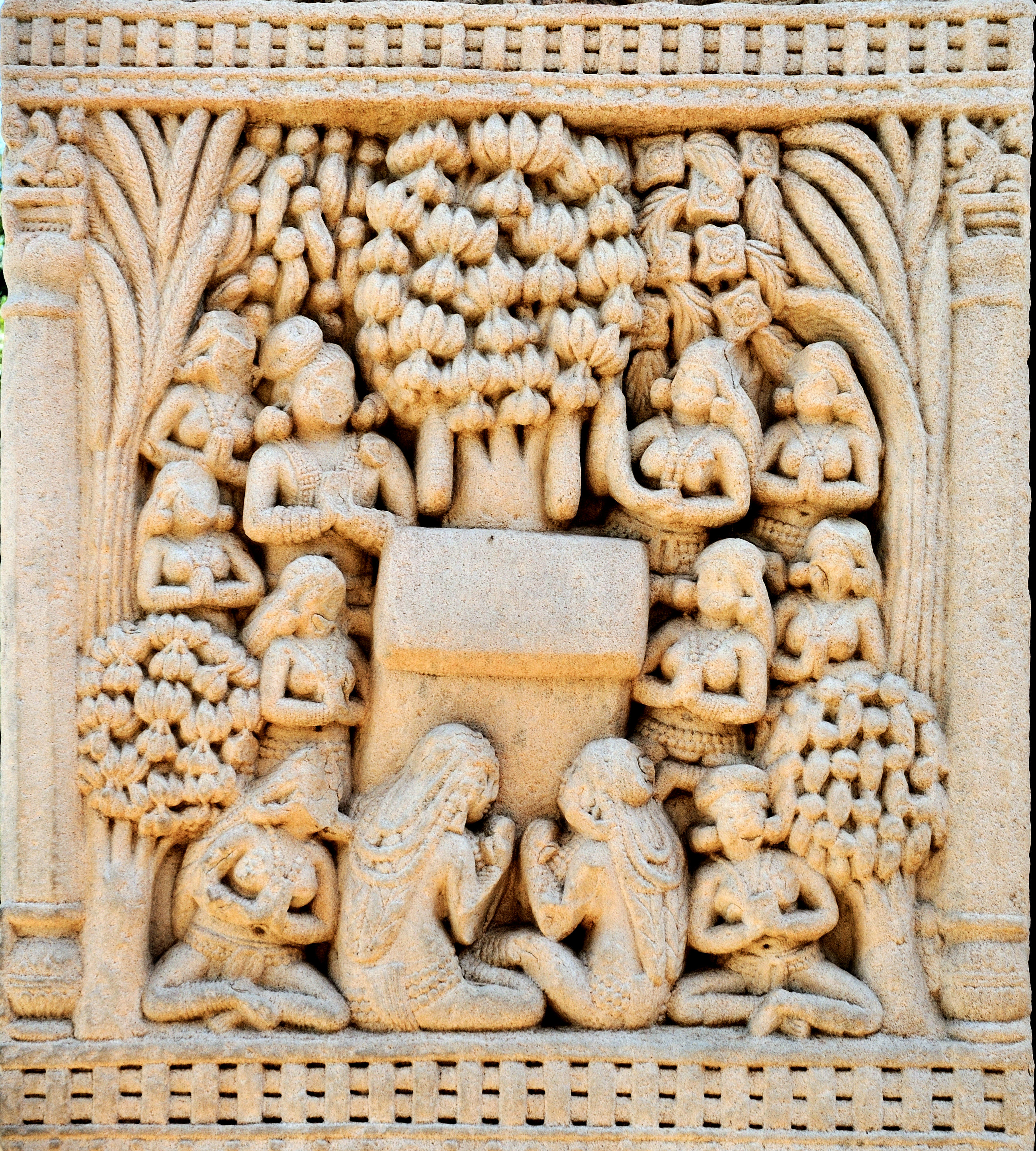
빔비사라 왕이 라자그리하의 죽림정사를 방문하는 장면을 묘사한 산치의 작품

빔비사라는 족장 밧티야의 아들이었다. 그는 기원전 543년 15세에 왕위에 올라 하리얀카 왕조를 개창하고 훗날 파탈리푸트라라는 도시가 된 마을을 요새화함과 동시에 마가다의 기초를 놓았다. 빔비사라의 첫 번째 수도는 기리브라자(라자그리하로 식별됨)였다. 그는 앙가에 대한 군사 원정을 이끌었는데, 아마도 그의 아버지가 브라마닷타 왕의 손에 패배한 것을 복수하기 위해서였을 것이다. 원정은 성공적이었고 앙가는 합병되었으며 쿠니카 왕자(아자타샤트루)는 참파의 총독으로 임명되었다. 그의 앙가 정복으로 마가다는 동인도 해안에 접근할 수 있는 중요한 항구가 있는 갠지스 삼각주로 가는 길을 통제할 수 있게 되었다. 간다라의 왕 푸슈카라사린은 빔비사라에게 사절단을 보냈다.
그의 궁정에는 소나 콜리비사, 수마나(꽃 채집가), 콜리야(장관), 쿰바고사카(재무관), 지바카(의사)가 있었다고 한다.

### 혼인 동맹
빔비사라는 그의 지위를 강화하기 위해 혼인 동맹을 이용했다. 그의 첫 번째 부인은 코살라의 왕인 마하코살라의 딸이자 프라세나지트의 누이인 코살라데비였다.  그의 부인은 지참금으로 카시를 가져왔다. 이 결혼은 또한 마가다와 코살라 사이의 적대감을 종식시켰고 그에게 다른 국가들과 거래할 수 있는 자유를 주었다. 그의 두 번째 아내 첼라나는 바이샬리의 리차비 공주로 자이나교 왕 체타카의 딸이었다. 그의 세 번째 부인인 크셰마는 펀자브의 마드라 족장의 딸이었다. 마하바가는 그가 500명의 아내를 둔 것으로 묘사한다.

### 투옥

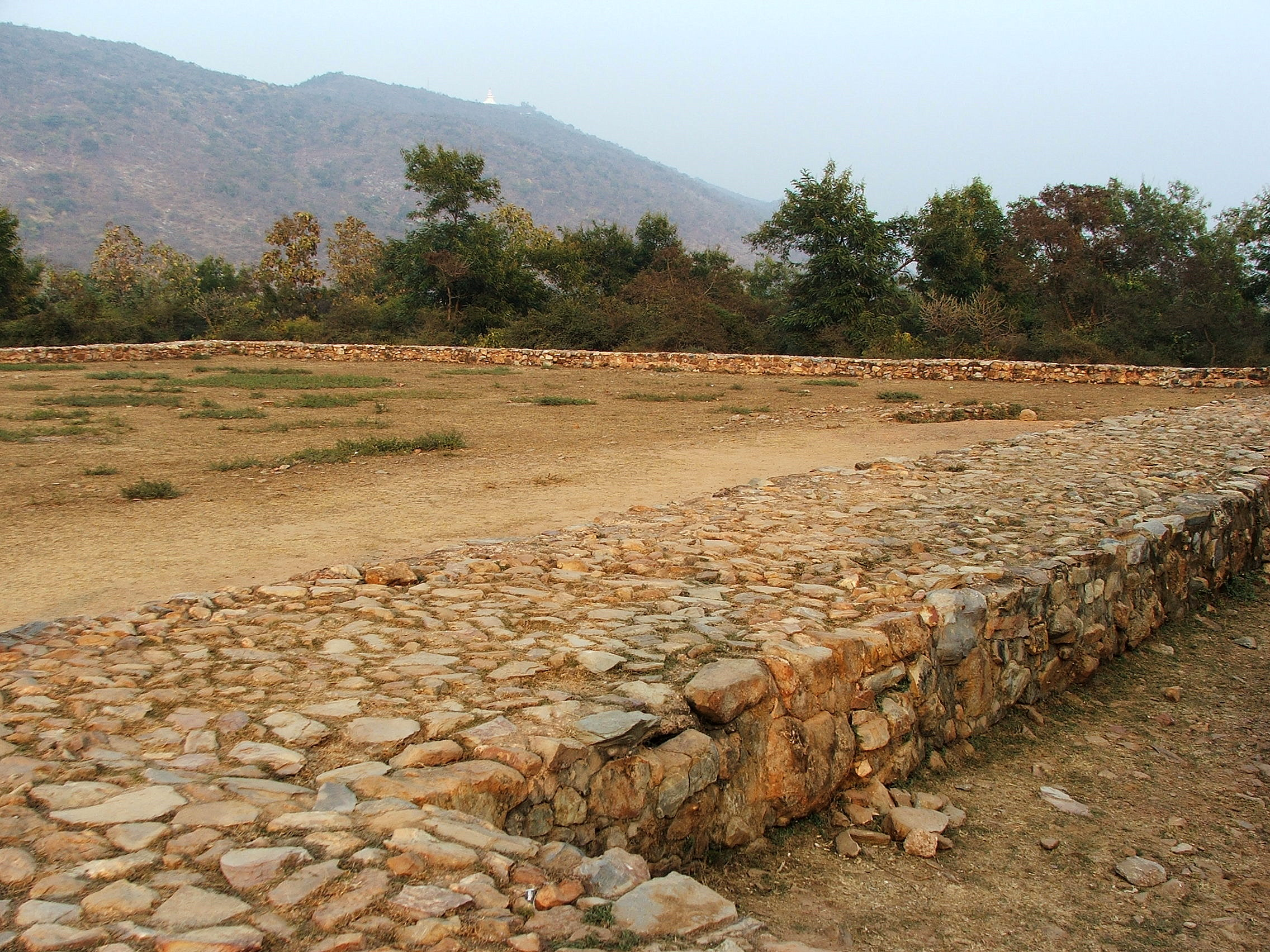
빔비사라 왕이 투옥되었던 빔비사라의 감옥, 라즈기르

불경에 따르면 데바닷타(불교 승려)의 계략으로 빔비사라는 기원전 493년에 그의 아들 아자타샤트루에 의해 찬탈당하고 유폐되었으며, 감옥에서 굶어죽었다. 그러나 자이나교 경전에 따르면 빔비사라는 자살했다.

## 전통적 기술

### 자이나교
빔비사라는 자이나교 문학에서 슈레니카로 불리며 자이나교 승려 야마다르의 고요함에 감명을 받아 자이나교 신자가 되었다. 그는 자신의 질문에 대한 답을 찾기 위해 마하비라의 사마바사라나를 자주 방문했다. 그는 자이나교 라마야나와 빛나는 현자(프라사나 왕)에 대해 물었다. 발라바드라는 그의 전생 중 하나이다.
자이나교 경전에 따르면 빔비사라는 그의 아들이 그를 감금한 후 격분하여 자살했다. 그 결과, 그는 그곳에서 태어난 업보가 끝날 때까지 그가 현재 살고 있는 지옥에서 다시 태어났다. 그는 다음 시대의 상향 운동(우트사르피니)이 시작될 때 생겨날 미래의 티르탕카라 중 첫 번째인 마하파드마(때때로 파드마나바라고 함)로 다시 태어날 것이라고 기록되어 있다.

### 불교

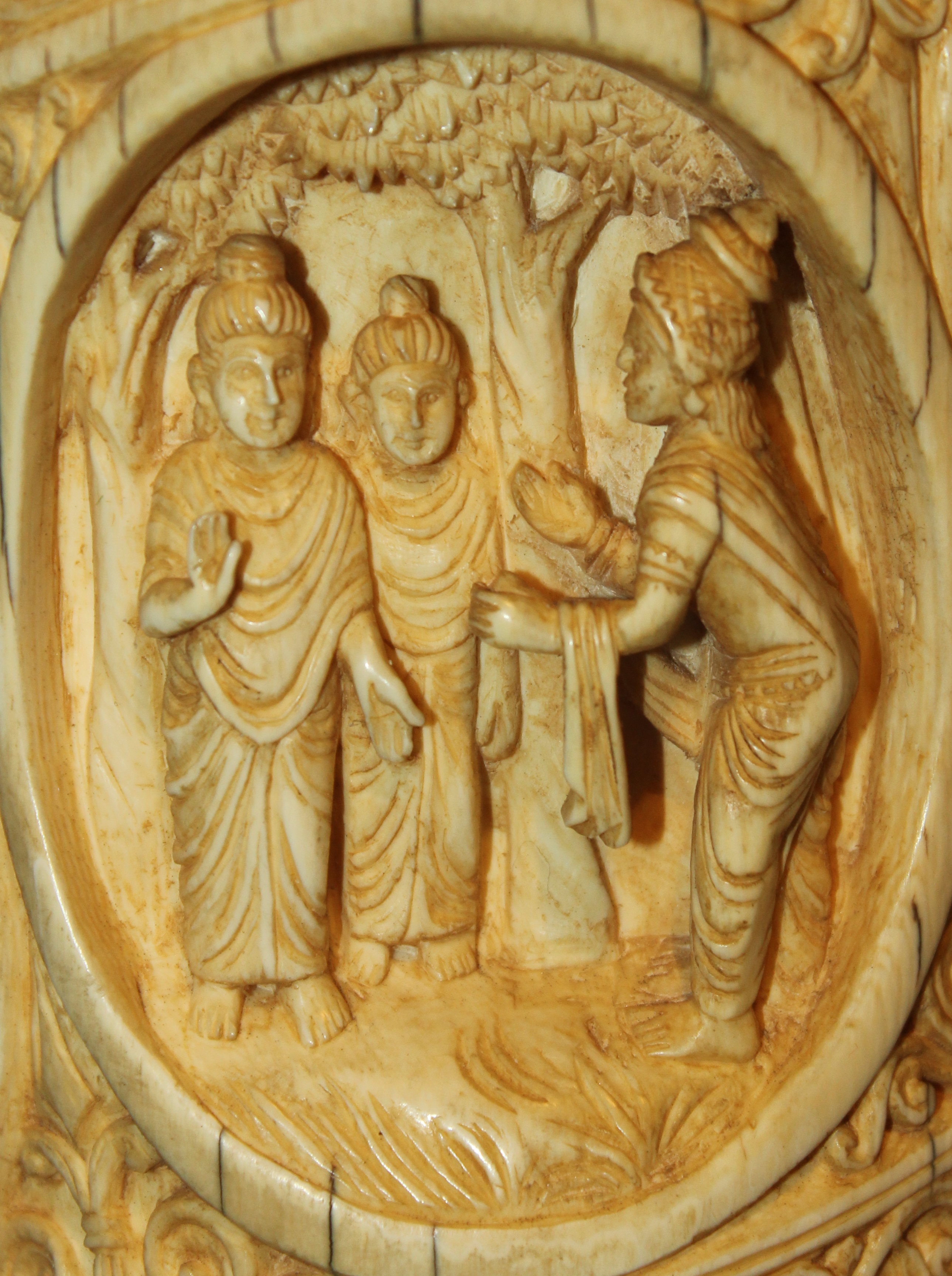
빔비사라가 부처를 영접하다

불경에 따르면 빔비사라 왕은 부처님이 깨달음을 얻기 전에 처음으로 부처를 만났고, 나중에는 특정 불교 경전에서 두드러지게 나타나는 중요한 제자가 되었다. 그는 불교 가르침에서 깨달음의 정도인 소타판나를 얻은 것으로 기록되어 있다. 빔비사라는 그의 궁전에 있는 여자들이 저녁에 그의 사원에 있는 부처를 방문하도록 허용했지만; 여성들은 언제든지 부처를 공경하는 데 사용할 수 있는 머리카락과 손톱으로 된 사리탑을 원했다. 빔비사라는 그들의 요청에 응한 부처와 이야기했다.

### 기타
푸라나에 따르면 빔비사라는 28년 또는 38년 동안 마가다를 통치했다. 싱할라어 연대기는 그의 통치 기간을 52년으로 기록한다.

## 참고 문헌
- Dundas, Paul (2002) [1992], 《The Jains》 Seco판, Routledge, ISBN 0-415-26605-X
- Jain, Hiralal; Upadhye, Dr. Adinath Neminath (2000), 《Mahavira his Times and his Philosophy of Life》, Bharatiya Jnanpith
- Jain, Kailash Chand (1972), 《Malwa Through the Ages》 Fir판, Motilal Banarsidass, ISBN 978-81-208-0805-8
- Jain, Kailash Chand (1991), 《Lord Mahāvīra and His Times》, Motilal Banarsidass, ISBN 978-81-208-0805-8
- Jaini, Padmanabh S. (1998) [1979], 《The Jaina Path of Purification》, Delhi: Motilal Banarsidass, ISBN 81-208-1578-5
- Raychaudhuri, Hemchandra (1923), 《Political History of Ancient India》, University of Calcutta
- Sastri, Kallidaikurichi Aiyah Nilakanta, 편집. (1988) [1967], 《Age of the Nandas and Mauryas》 Seco판, Delhi: Motilal Banarsidass, ISBN 81-208-0465-1
- Sen, Sailendra Nath (1999) [1988], 《Ancient Indian History and Civilization》 Seco판, New Age International Publishers, ISBN 81-224-1198-3
- Singh, G. P., 《Early Indian Historical Tradition and Archaeology》, 164쪽
- Singh, Upinder (2016), 《A History of Ancient and Early Medieval India: From the Stone Age to the 12th Century》, Pearson Education, ISBN 978-93-325-6996-6
- von Glasenapp, Helmuth (1999), 《Jainism: An Indian Religion of Salvation》 [Der Jainismus: Eine Indische Erlosungsreligion], Shridhar B. Shrotri (trans.), Delhi: Motilal Banarsidass, ISBN 81-208-1376-6

| 전 대 ? | 마가다 왕국의 마하라자 기원전 543년 ~ 기원전 494년 | 후 대 아자타샤트루 |